# Ovaalronde krab
De ovaalronde krab (Atelecyclus undecimdentatus) is een krabbensoort uit de familie van de Atelecyclidae. De wetenschappelijke naam van de soort werd in 1783 gepubliceerd door Johann Friedrich Wilhelm Herbst.

## Kenmerken
Het lichaam van deze krab is behaard; de kleur is witachtig tot crème, met paarse vlekken op het schild. Het schild heeft een gladde textuur. Het is breder dan lang, groeit tot 5 cm lang 6,3 cm breed. 
De ovaalronde krab is vaak erg vuil waardoor het uiterlijk kan veranderen. Hij heeft korte antennes, die ongeveer een kwart van de lengte van het schild zijn. De klauwen lijken op elkaar, met zwarte punten. Zowel de klauwen als de poten hebben veel borstelharen. 